# Deleva, Tlumaci
Deleva (în ucraineană Делева) este localitatea de reședință a comunei Deleva din raionul Tlumaci, regiunea Ivano-Frankivsk, Ucraina.

## Demografie
Componența lingvistică a localității Deleva
     Ucraineană (99,94%)
     Alte limbi (0,06%)
Conform recensământului din 2001, majoritatea populației localității Deleva era vorbitoare de ucraineană (99,94%), existând în minoritate și vorbitori de alte limbi.